# Mandas
Mandas  es un municipio de Italia de 2700 habitantes en la provincia de Cerdeña del Sur, región de Cerdeña. Está situado a 50 km al norte de Cagliari.
El nombre proviene de la palabra latina mandra, que significa "recinto para el ganado". Los primeros documentos en los que aparece el nombre del municipio datan del siglo XIII. En su territorio yacen diversos complejos arqueológicos que evidencian poblamiento prehistórico.

## Economía
La economía se basa en la actividad agropecuaria. El cultivo de trigo y vid, así como la cría de ganado ovino, porcino y bovino son las más practicadas.

## Evolución demográfica
| Gráfica de evolución demográfica de Mandas entre 1861 y 2001 |
|                                                              |
| Fuente ISTAT - Elaboración gráfica de Wikipedia              |